# Стрільцов Валерій Євгенович
Вале́рій Євге́нович Стрільцо́в (Стрельцов; нар. 14 вересня 1972, Дніпро) — український і люксембурзький бадмінтоніст, багаторазовий чемпіон України, колишній гравець Національної збірної України. Працює тренером клубу «Fiederball 1981 Schëffleng» (Люксембург).

## Загальні відомості
Валерій Стрільцов був одним з провідних бадмінтоністів України 1990-х і 2000-х років, багаторазовим чемпіоном України. На міжнародному рівні він перемагав зокрема в Болгарії, Хорватії та Словаччині.
Тренер — Шевченко Ірина Миколаївна.
2010-х років виступав у Люксембурзі. Чемпіон Люксембурга 2011 (у парі з Оленою Ноздрань), 2013 (у парі з Тессі Аулнер), 2017 (у парі з Оленою Ноздрань) років.

## Досягнення
| Рік       | Подія                          | Категорія      | Місце | Переможець                              |
| --------- | ------------------------------ | -------------- | ----- | --------------------------------------- |
| 1991      | Чемпіонат Європи серед юніорів | Чоловіча парна | 2     | Владислав Дружченко / Валерій Стрільцов |
| 1991      | Чемпіонат Європи серед юніорів | Змішана парна  | 3     | Валерій Стрільцов / Світлана Алфьорова  |
| 1992      | Чемпіонат України              | Чоловіча парна | 1     | Владислав Дружченко / Валерій Стрільцов |
| 1993      | Чемпіонат України              | Чоловіча парна | 1     | Владислав Дружченко / Валерій Стрільцов |
| 1993      | Slovenian International        | Змішана парна  | 1     | Валерій Стрільцов / Олена Ноздрань      |
| 1993      | Romanian International         | Змішана парна  | 1     | Валерій Стрільцов / Олена Ноздрань      |
| 1993      | Hungarian International        | Змішана парна  | 1     | Валерій Стрільцов / Олена Ноздрань      |
| 1993      | Romanian International         | Чоловіча парна | 1     | Владислав Дружченко / Валерій Стрільцов |
| 1993      | Чемпіонат України              | Змішана парна  | 1     | Валерій Стрільцов / Вікторія Євтушенко  |
| 1993      | Slovenian International        | Чоловіча парна | 1     | Владислав Дружченко / Валерій Стрільцов |
| 1993/1994 | EBU Circuit                    |                | 1     | Валерій Стрільцов                       |
| 1994      | Slovak International           | Чоловіча парна | 1     | Валерій Стрільцов / Олександр Циганков  |
| 1995      | Slovak International           | Чоловіча парна | 1     | Валерій Стрільцов / Костянтин Татранов  |
| 1996      | Чемпіонат України              | Чоловіча парна | 1     | Валерій Стрільцов / Костянтин Татранов  |
| 1997      | Volant d'Or de Toulouse        | Змішана парна  | 1     | Валерій Стрільцов / Олена Ноздрань      |
| 1997      | Чемпіонат України              | Чоловіча парна | 1     | Валерій Стрільцов / Костянтин Татранов  |
| 1998      | Чемпіонат України              | Чоловіча парна | 1     | Валерій Стрільцов / Костянтин Татранов  |
| 1998      | Чемпіонат України              | Змішана парна  | 1     | Валерій Стрільцов / Олена Ноздрань      |
| 1999      | Чемпіонат України              | Чоловіча парна | 1     | Валерій Стрільцов / Костянтин Татранов  |
| 1999      | Croatian International         | Чоловіча парна | 1     | Дмитро Мизніков / Валерій Стрільцов     |
| 1999      | Чемпіонат світу                | Змішана парна  | 9     | Валерій Стрільцов / Наталія Головкіна   |
| 1999      | Bulgarian International        | Змішана парна  | 1     | Валерій Стрільцов / Наталія Головкіна   |
| 1999      | Croatian International         | Змішана парна  | 1     | Валерій Стрільцов / Наталія Головкіна   |
| 1999      | Чемпіонат світу                | Чоловіча парна | 17    | Валерій Стрільцов / Костянтин Татранов  |
| 2001      | Чемпіонат світу                | Чоловіча парна | 17    | Валерій Стрільцов / Костянтин Татранов  |
| 2004      | Чемпіонат України              | Чоловіча парна | 1     | Михайло Мізін / Валерій Стрільцов       |